# داني بسترس
داني بوستروس (8 أكتوبر 1959 - 27 ديسمبر 1998)، راقصة شرقية وممثلة لبنانية. حقّقت داني شهرة كبيرة في جميع أنحاء الشرق الأوسط، خاصة وأنها كانت من أسرة بوستروس العائلة البارزة في المجتمع اللبناني. في ذروة حياتها المهنية كانت تعتبر داني رائدة الرقص اللبناني وقد نجحت فعليًا في الجمع بين الرقص التقليدي ومختلف أشكال الرقص الغربي مثل الفلامنكو والرقص الحديث.

## السيرة الذاتية

### الأصول
وُلدت داني بوستروس في 8 أكتوبر من عام 1959 في بيروت. تعود أصولها إلى بوستروس أحد أبزر العائلات في دولة لبنان. كانت عائلتها من بين العائلات الأرستقراطية في بيروت والتي سيطرت على الكثير من الجمعيات في العاصمة اللبنانية لفترة طويلة من الوقت. تملكُ عائلة بوستروس العقارات ويعمل معظم أفرادها في المجال الإقطاعي. أصبحت داني في وقت رحق سيدة أعمال وفنّانة وصاحبة أو مالكة أراضي في جميع أنحاء لبنان.

### المسيرة المهنية
حققت بوستروس شهرة كبيرة عقب عرض صورها المثيرة في مجلة بولفارد دو لا سيت (بالفرنسية: Boulevard de la Cite)‏ في عام 1991. شاركت عام 1993 لأول مرة في مجال التمثيل من خلال دورها الثانوي تقريبًا في مسرحية فرنسية بعنوان فقط دقيقة (بالفرنسية: Encore Une Minute)‏. بعد عامين من ذلك؛ اقتحمت داني عالم الموسيقى من خلال المشاركة في عدد لا بأس به من الأعمال الفنية رفقة الملحن ملحم بركات.

## المأساة الشخصية
شهدت بسترس في عام 1994 على وفاة ابنها جورج -البالغ من العمر حينها 16 سنة- غرقًا في البحر. بعد وفاته؛ لم تتمكن داني من التعافي عاطفيًا بسبب المأساة التي ألمت بها ثم زادت أمورها صعوبة عقب دخولها في مشاكل مالية حادة وفقدانها للكثير من أملاكها. حاولَ أفراد من عائلتها وأصدقائها تقديم المساعدة لكنها رفضت ذلك وأصرت على حلّ مشاكلها المالية بنفسها دون تدخل من أحد. بعد تأزم أوضاعها أكثر فأكثر؛ أقدمت داني على الانتحار مرتين لكنها فشلت في ذلك. وفقا لكتاب «من إسرائيل إلى دمشق» فإن انفصالها عن حبيبها وزوجها السابق إيلي حبيقة قد شكل لها دافعًا من أجل إنهاء حياتها. في الأسابيع التي سبقت انتحارها؛ أكد صديق مقرب من الفنانة أن بسترس كانت تتوافد على الكنيسة أكثر مما كانت عليه من قبل وحينما سألها عن السبب؛ ردت: «أنا بحاجة إلى الله.»

### الانتحار
في كانون الأول/ديسمبر 1998؛ اهتز لبنان على وقع خبر العثور على جثة بسترس في غرفة نومها في منزلها الواقع في منطقة أدما. عثر عليها صديقها السعودي ناصر مالك -الذي عاش معها لمدة سنة تقريبا- ملقاة في بركة من الدم مع مسدس بجانبها. تبيّن في وقت لاحق أن بسترس قد أطلقت النار على نفسها من مسافة قريبة. تم نقلها إلى مستشفى سيدة لبنان في جونيه وخلال الفحوصات لوحظ أن حالة داني خطيرة جدا كون الرصاصة قد اخترقت رأسها فتوفيت بعد 21 ساعة في المستشفى. وفقا للأطباء الذين أشرفوا على عملية إخراج الرصاصة من رأسها فإن قلبها هو الآخر قد توقف فماتت بسبب نزيف حاد في الرأس. خلصَ المحققون في نهاية المطاف إلى أن سبب موت داني هو الانتحار وذلك بعدما عانت بسبب نوبات متكررة من الاضرابات الاكتئابية والصعوبات المالية.

## الأثر الثقافي
في عام 2017 أصدرَت الفنانة اللبنانية إليسا عمل غنائي مُصَوَّر بعنوان «عكس اللي شايفينها» يسلط الضوء على حياة داني بسترس ومعاناتها مع الاكتئاب المزمن، وانتحارها، وهو من إخراج إنجي جمال.